# What'cha Gonna Do About It
«What'cha Gonna Do About It» es una canción interpretada por la banda británica Small Faces. Fue publicada a principios de agosto de 1965 como el sencillo principal de su álbum debut homónimo (1966).

## Inspiración y grabación
El dúo de compositores del grupo Steve Marriott y Ronnie Lane ya tenía la melodía de la canción, la inspiración provino del hit single «Everybody Needs Somebody to Love» de Solomon Burke. Sin embargo, no tenían letra, por lo que su manager, Don Arden, trajo a Ian Samwell y Brian Potter para que escribieran la letra de la canción. Kenney Jones recordó a la revista Uncut: “No habíamos establecido completamente nuestras propias habilidades de composición de canciones – nuestro espectáculo en el escenario consistía principalmente en versiones de cosas como «Shake» de Otis Redding – y esto realmente se adaptaba al poder de la voz de Steve. El estilo era muy indicativo de la época y nos encantó”.
Según Marriott, a finales de julio, el grupo ingresó a los estudios IBC y grabó una versión anterior de la canción, que afirmó amar. Sin embargo, esta versión fue abandonada en favor de una interpretación más nueva grabada en los estudios Pye. Los comentarios escuchados a lo largo de la pista fueron idea de Marriott, afirmó Jones en una entrevista con Uncut: “Él estaba orinando frente a su viejo amplificador Marshall y sonaba encantador, así que lo mantuvimos”.

## Recepción de la crítica
En una reseña de la canción de AllMusic, el crítico musical Richie Unterberger lo calificó como “memorable”. Mayer Nissim la colocó en la posición #3 en su lista de las 15 mejores canciones de Small Faces. Dave Swanson, contribuidor de Ultimate Classic Rock, la clasificó en el sexto lugar en su lista de las 10 mejores canciones de Small Faces, describiéndola como “un favorito de la pista de baile que aún garantiza que los mods se muevan”.

## Créditos y personal
Créditos adaptados desde las notas de álbum de Small Faces.
Small Faces
- Steve Marriott – voz principal, guitarra líder
- Ronnie Lane – guitarra bajo, coros
- Jimmy Winston – órgano Hammond, guitarra rítmica, coros
- Kenney Jones – batería

## Posicionamiento
| Gráfica (1965)                 | Pico de posición |
| ------------------------------ | ---------------- |
| Canadá (RPM Top Singles)       | 28               |
| Reino Unido (UK Singles Chart) | 14               |